# Spudaea castanea
Spudaea castanea är en fjärilsart som beskrevs av W. Warren 1911. Spudaea castanea ingår i släktet Spudaea och familjen nattflyn. Inga underarter finns listade i Catalogue of Life.